# Теодосије Кавкаски
Монах Теодосије Кавкаски (рођ. Фјодор Федорович Кашин) је светитељ Руске православне цркве.

## Житије
Рођен је 3. маја 1841. године у Пермској губернији, у сиромашној сељачкој породици. Његови родитељи, Фјодор и Катарина, били су побожни и дубоко религиозни хришћани и, упркос сиромаштву и много деце, учили су своју децу да живе побожно.
Као веома млад, подстакнут Духом Светим, Фјодор је напустио свој дом и, придруживши се групи ходочасника, отишао са њима на Свету гору Атос. Тамо је одрастао, научио да чита и пише, и вршио монашка послушања. Нашавши га послушним, способним и вредним у молитви, игуман га одведе на своје место и даде му келију. Млади подвижник је говорио само у случајевима крајње нужде, молио се надахнуто, остајао у смирењу,
Када је Фјодор имао четрнаест година, у манастир је дошао руски генерал. Са собом је довео једну веома болесну жену. Оставивши је на броду, генерал је дошао да замоли игумана за помоћ. Игуман је наредио да позове Фјодора, а младић молитве је учинио прво чудо - излечио је болесну жену од њене болести.
Фјодорова побожност и врлине постали су предмет зависти и љубоморе манастирске братије, али је он смерно поднео сва понижења.
Замонашио са именом Теодосије. Пет година вршио послушања у дворишту руског хоспиција, примајући убоге, болесне и све којима је била потребна његова помоћ и упутства.
По благослову свог исповедника, Теодосије је ходочастио у Свету земљу и посетио многе светиње. Остао је у Јерусалиму код Гроба Господњег, служећи тамо више година.
Крајем 19. века Теодосије се вратио на Атос. По благослову игумана Јоаникија, 12. децембра 1897. године, рукоположен је за  јеромонаха Теодосију 14. децембра 1897. године.
Јеромонах Теодосије служио је у послушању игуману Јоаникију до 1901. године. После његове смрти, постао је настојатељ манастира. Године 1907, на сопствени захтев, разрешио се дужности ректора и поново се повукао у Јерусалим, где је примио схиму.
После извесне невоље, поклонивши се Светој земљи, отац Теодосије је кренуо у Русију. Живео је само годину дана на имању генерала у Платнировки, а затим се настанио 27 километара од града Кримска, недалеко од села Темње Буки. Овде је основао скит, где је са њим почело да живи неколико монахиња из оближњег манастира, као и две тинејџерке које му је довео Божанствени Промисао – Ана и Љубов, које су провеле тридесет година поред оца Теодосија и, после праведника старешине. смрти, саставио рукопис о свом невероватном животу.
У околини Кримска одмах су се прошириле гласине о изузетном старцу. Људи су почели да му долазе за благослове и савете, пошто је поседовао дар духовног увида. Једне је осуђивао, друге исцељивао од болести, а друге лечио речима. Третирали све уз учешће, вођење на путу спасења.
У марту 1927. године, две недеље пре Васкрса, отац Теодосије је ухапшен и одведен у Новоросијск. Под истрагом је био до јануара 1929. године, након чега је, осуђен на три године логора, послат у прогонство. Искушеница Љубов је отишла тамо за и служила му је до краја свог мандата. Отац Теодосије је остао у изгнанству до 1932. године.
Током Великог отаџбинског рата, отац Теодосије је био један од најревноснијих молитвеника за победу Русије, непрестано се молио за здравље њених бранилаца и за покој палих војника.
Када су се Немци приближили Минералним водама, догодио се следећи инцидент. Брзо, нимало као старац, отац Теодосије трчи до вртића и каже деци која иду улицом: „Ходите, ходајте, за мном, децо! Трчите за мном! За забаву су деца трчала за дедом Кузком, а учитељи за децом. У међувремену, граната је погодила зграду вртића и уништила је. Али нико није страдао - све је извео проницљиви старац.
Старац их је често упућивао да изговарају Исусову молитву, и говорио је да би се, када би људи знали шта их чека после смрти, молили Богу дан и ноћ.
На дан његове смрти у кући се појавио непознати странац. Целе ноћи је читао псалме и Свето Јеванђеље напамет. Током сахране, четири младића су се добровољно јавила да носе ковчег. Били су необично обучени: дугачке кошуље, чизме; сви су имали плаву косу. Подигли су ковчег и на рукама га однели на гробље, након чега су нетрагом нестали.
25. априла 1995. године, у уторак Светле седмице, у цркви Архангела Михаила, која се налази у селу Црвени чвор, за време Васкршње службе последњи пут је отпевана „Вечна памјат” старцу Теодосију. Његово Високопреосвештенство Митрополит Гедеон благословио је овдашње поштовање јеросхимонаха Теодосија на дан његове блажене упокојења 27. јула/8. августа.